# Ritz Crackers
Ritz Crackers — марка закусочных крекеров, представленная в 1934 году компанией Nabisco. Крекеры оригинального стиля, имеющие форму диска, слегка подсолены. Их диаметр составляет примерно 46 мм. Каждый крекер имеет семь отверстий и тонкий зубчатый край. В настоящее время бренд Ritz принадлежит компании Mondelēz International.
Одна порция оригинального крекера (около 5 крекеров или 15 граммов) содержит 330 килоджоулей (79 килокалорий) пищевой энергии, 1 грамм белка и 4 грамма жира; цельнозерновой крекер содержит 290 кДж (70 ккал) и 2,5 грамма жира.

## История
В начале 1900-х годов компания Jackson Cracker из Джексона, штат Мичиган, разработала маленькие круглые крекеры под названием Jaxon. В 1919 году компания Ritz была приобретена компанией Nabisco. Крекеры Ritz были представлены в 1934 году. Название Ritz было придумано Сидни Стерном. По его мнению, слово Ritz привлекало людей, переживавших лишения Великой депрессии. Также был разработан дизайн логотипа с синим кругом и жёлтыми буквами, вдохновлённый круглой этикеткой на шляпе Стерна. Конкурентами являются крекеры Hi Ho, производимые компанией Sunshine Biscuits.
Помимо брендинга, дизайн самих крекеров играет функциональную роль. Семь отверстий, проделанных в каждом крекере, нужны не только для эстетики: они позволяют пару выходить во время выпекания, предотвращая образование воздушных карманов и обеспечивая однородную и равномерную текстуру, не становясь слишком хрустящими или рассыпчатыми.
В 2011 году в ходе опроса YouGov компания Ritz была признана «наиболее узнаваемым брендом снеков» среди американских потребителей.
Мультяшный рисунок коробки крекеров Ritz можно увидеть в анимационном короткометражном мультфильме «Mickey's Surprise Party», созданном Walt Disney Productions для Nabisco.

## Европа
Ассортимент крекеров Ritz включает в себя оригинальные крекеры, крекеры с арахисовым маслом, жареными овощами, пшеничные крекеры с мёдом, чесночным маслом, беконом, с пониженным содержанием жира, с добавлением соли, цельнозерновые крекеры, крекеры со всевозможными добавками и Ritz Fresh Stacks.
42-граммовая пачка «свежего сета» обычно состоит из 13 крекеров и содержит 220 калорий. Стандартная 126-граммовая пачка состоит из 32 крекеров и содержит 512 калорий.

## За пределами США
Крекеры Ritz продаются в Великобритании и Ирландии в трёх вариантах: оригинальные и с сыром, которые продаются в упаковках по 200 г, а также Ritz Cheese Sandwich (намазка с сыром, зажатая между двумя крекерами Ritz), которые продаются в упаковках по 125 г и 33 г. Они также продаются в виде мини-крекеров в упаковках по 25 г.

## Критика
В мае 2024 года упаковки по 200 г были заменены упаковками по 150 г, но цена осталась прежней. В репортаже BBC это было названо примером «шринкфляции».
В октябре 2024 года сайт brokenritz.org опубликовал результаты подробного исследования, посвящённого тому, почему в типичной британской упаковке Ritz так много сломанных крекеров. Расследование показало, что большое количество сломанных крекеров Ritz — как утверждает Mondelez — связано не только с повреждениями при транспортировке, но и с тем, что Mondelez намеренно кладёт в коробки сломанные крекеры Ritz на заводе.